# Вкусете живота
Вкусете живота е десетият подред музикален албум на българската рок група Сигнал.

## Списък на песните
1. Все по-далеч
2. Каролин
3. В друго време, в друг свят
4. Мъжки времена
5. Няма ли огън в теб?
6. Тъжен клоун
7. Нека бурята спи
8. Пак мълчим
9. Сляп ден
10. Невъзможно, нали?
11. Утре
12. Деца
13. Хайде наш`те
14. Краят